# علم النقوش

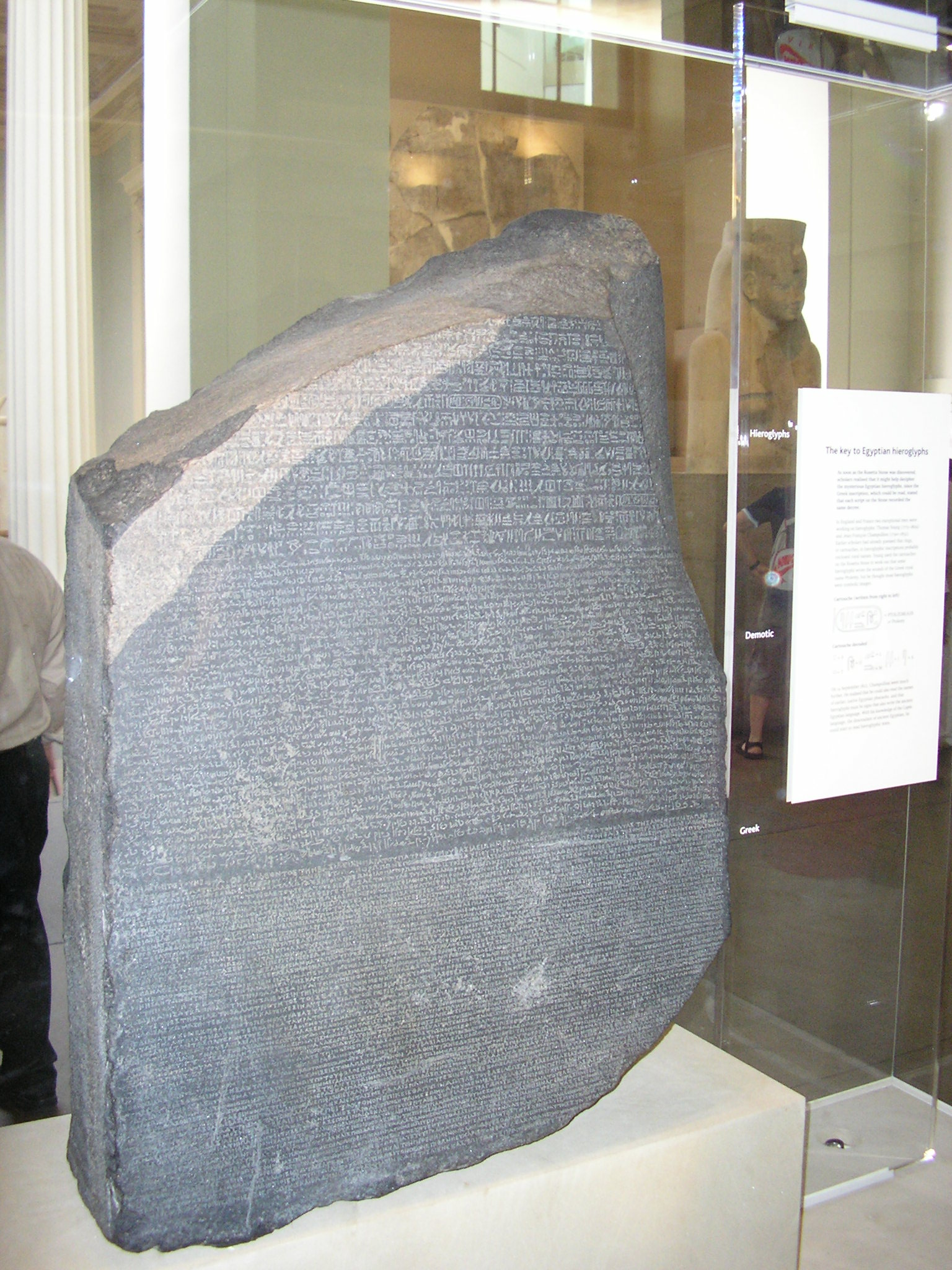
حجر رشيد في المتحف البريطاني.

علم النقوش أو علم قراءة النقوش (باللاتينية: Epigraphia) (نقحرة: أبيغرافيا) هي دراسة النقوش باعتبارها كتابة، أي أنها علم تحديد الوحدات الخطية وتوضيح معناها وتصنيف استخداماتها وفقًا للتواريخ والسياقات الحضارية، والوصول إلى استنتاجات حول الكتابة والكاتبين. تستثنى من علم النقوش على وجه الخصوص الأهمية التاريخية لنقشما باعتباره مستندًا والقيمة الفنية لتأليف أدبي. يسمى الشخص العالم بها عالم نقوش. مثلًا، نقش بيستون مستند رسمي للإمبراطورية الأخمينية منقوش على صخور أصلية في موقع في إيران. علماء النقوش مسؤولون عن إعادة بناء النقوش ثلاثية اللغة وترجمتها وتأريخها وإيجاد أي ظروف ذات صلة. لكن تحديد الأحداث المُسجلة في النقش باعتباره مستندًا وتفسيرها وظيفة المؤرخين. غالبًا ما تكون علم النقوش والتاريخ كفاءات يمارسها الشخص نفسه. علم النقوش أداة أساسية من أدوات الأركيولوجيا (علم الآثار) عندما تتعامل مع الحضارات المتعلّمة. تصنف مكتبة الكونغرس الأمريكي علم النقوش على أنها واحد من علوم التاريخ المساعدة. تساعد علم النقوش أيضًا في تمييز التزييف، إذ شكلت أدلة علم النقوش جزءًا من النقاش المتعلق بيعقوب الاسواري.
النقش(ولا يجب الخلط بينه وبين الإبغرام) هو أي نوع من النصوص، من وحدة خطية واحدة (مثل علامات على قِدر تختصر اسم التاجر الذي شحن البضائع في القدر) إلى مستند طويل (كمعاهدة أو عمل أدبي أو نقش يحكي سيرة تقديسية). تتداخل علم النقوش مع كفاءات أخرى مثل علم العملات أو علم الكتابات القديمة. عند مقارنة النقوش بالكتب نجدُ أن معظمها قصير. وسائط الوحدات الكتابية وأشكالها متنوعة: النقوش على الأحجار أو المعدن، والخدوش على الصخور، والانطباعات في الشمع، والتقبيب على المعدن المصبوب، والكاميو والطباعة الغائرة على الأحجار الكريمة، والرسم على الخزف أو بالتصوير الجصي. عادة ما تكون المادة طويلة البقاء، لكن قد يكون طول بقائها نتيجة لظرف ما، مثل شيّ لوح طيني في حريق كبير.
شخصية الكتابة وموضوع علم النقوش مسألة منفصلة تمامًا عن طبيعة النص، التي تُدرَس في حد ذاتها. عادةً ما تكون النصوص المنقوشة على الأحجار مخصصة للعرض لذا تختلف جوهريًا عن النصوص المكتوبة في كل حضارة. ليست كل النصوص المنقوشة عامة، ومع ذلك: في اليونان الموكيانية، كُشف أن النصوص التي فُكت شيفرتها من «النظام الخطي ب» كانت تُستخدم إلى حد كبير في حفظ السجلات الاقتصادية والإدارية، وتعتبر النصوص المنقوشة غير الرسمية «غرافيتو» بمعناها الأصلي. 
يُمكن أن تسمى دراسة النقوش الإيديوغرافية، أي النقوش التي تمثل فكرة أو مفهومًا، بالإيديوغرافيا أيضًا. كان المكافئ الألماني سينبيلدفورشونغ فرعًا علميًا في الرايخ الثالث، لكنه تُرك لاحقًا لكونه أيديولوجيًا للغاية. يتداخل بحث النقوش مع دراسة نقوش ما قبل التاريخ، والتي تتناول عينات من الكتابات البكتوغرافية (الرسوم الصورية) والإيديوغرافية واللوغوغرافية (الرسوم الرمزية). دراسة الكتابات اليدوية القديمة، والتي تكون بالحبر عادةً، حقل منفصل يسمى بالباليوغرافيا (علم الكتابات القديمة). تختلف علم النقوش أيضًا عن الآيكونوغرافيا (علم رسم الأيقونات)، ذلك أنه يحصر نفسه بالرموز ذات المعنى التي تحمل رسالات بدلًا عن التعامل مع الصور.

## تاريخها
أخذ علم النقوش يتطور بثبات منذ القرن السادس عشر. تختلف مبادئ علم النقوش من حضارة لأخرى، وقد العلم الناشئ في الأيدي الأوروبية على النقوش اللاتينية في البداية. قُدمت مساهمات فردية على أيدي علماء نقوش مثل جورج فابريسيوس (1561- 1571)، وستيفانو أنتونيو مورشيلي (1737- 1822)، ولويجي غايتانو ماريني (1742- 1815)، وأوغست فيلهيلم زومبت (1815- 1877)، وثيودور مومسن (1817- 1903)، وإميل هوبنر (1834- 1901)، وفرانز كومونت (1868- 1947)، ولويس روبرت (1904- 1985).
نشرت مجموعة كوربوس إنسكريبشيونوم لاتيناروم (سي آي إل)، التي بدأت على أيدي مومسن وغيره من الباحثين، في برلين منذ عام 1863، وتعرضت لفترات توقف في زمن الحرب. هي المجموعة الأضخم والأكثر شمولًا للنقوش اللاتينية. ما يزال إنتاج الحزم الجديدة جارٍ مع استمرار استرداد النقوش. المجموعة مرتبة ترتيبًا جغرافيًا: كل النقوش من روما موجودة في المجلد السادس. يحتوي هذا المجلد على أكبر عدد من النقوش، وقد نُشرت الحزمة الثالثة من الجزء الثامن من المجلد السادس مؤخرًا (في عام 2000). يعتمد الاختصاصيون على مثل هذه السلسلة المستمرة من المجلدات التي تُنشر فيها النقوش المكتشفة حديثًا، وغالبًا باللاتينية، بصورة مشابهة لسجل علم الحيوان خاصة البيولوجيين، المادة الخام للتاريخ.
كُشفت علم النقوش اليونانية على أيدي فريق مختلف، وأصول نصية مختلفة. ثمة اثنتان. الأولى هي كوربوس إنسكريبشيونوم غرايكاروم التي صدر منها أربعة مجلدات، ومرة ثانية في برلين 1825- 1877. كانت هذه المحاولة الأولى لنشر شامل للنقوش اليونانية المنسوخة من جميع أنحاء العالم الناطق باليونانية. لم يعد يستشيرها إلا الطلاب المتقدمون، لأن نسخًا أفضل من النصوص قد حلت محلها. أما الثانية، الكوربوس الحديثة، هي إنسكربشيونيس غرايكاي المرتبة جغرافيًا تحت فئات: مراسيم، وكتالوجات، وألقاب الفخرية، ونقوش الجنائزية، ومتنوعة، كلها مقدمة باللغة اللاتينية، للحفاظ على الحيادية الدولية لمجال الكلاسيكيات.
تضم السلسلات الأخرى المشابهة كوربوس إنسكريبشيونوم إتروسكاروم (النقوش الإترورية)، وكوربوس إنسكريبشيونوم كروشيسينياتوروم تيري سانكتي (نقوش الصليبيين) و كوربوس إنسكريبشيونوم إنسولاروم سيلتيكاروم (النقوش الكلتية)، و كوربوس إنسكريبشيونوم إيرانيكاروم (النقوش الإيرانية)، و «النقوش الملكية لبلاد الرافدين»، و«النقوش الملكية للفترة الآشورية الحديثة» (النقوش السومرية والأكادية) وهكذا فصاعدًا.
فُكت رموز الهيروغليفية المصرية باستخدام حجر رشيد، والذي كان شاهدة متعددة اللغات في اليونانية الكلاسيكية والديموطيفية المصرية والهيروغليفية الكلاسيكية المصرية. أُنجز العمل على يد الباحث الفرنسي جان فرانسوا شامبليون، والعالم البريطاني توماس يونغ.
ضاع تفسير الهيروغليفية خاصة المايا نتيجة للغزو الإسباني لأمريكا الوسطى. ومع ذلك، فقد أسفرت الأعمال الحديثة التي أجراها علماء اللغة وعلم النقوش خاصة المايا عن قدر كبير من المعلومات حول نظام الكتابة المعقد هذا.

## تاريخ علم الالنقوش
لعب كل من علم الالنقوش وعلم البرديات دوراً هاماً في مجريات علم الآثار، وقد أسهمت النصوص المكتوبة على الجلود والصكوك وشهادات العصور الوسطى ونحوها كثيراً في استكمال الصورة التي عرفت عن حياة الإنسان ، ولا سيما فيما يتعلق بنظمه الاجتماعية والاقتصادية والفكرية ، لأن الكتابات القديمة من ناحية ن ودراسات المخلفات والبقايا المادية من ناحية أخرى ، هما من أهم المصادر الرئيسية للحصول على المعلومات الخاصة بحضارة هذا الإنسان .
ومما تجب الإشارة إليه في هذا الصدد أن العصور التاريخية التي تؤرخ لها النقوش وتلك الكتابات لم تتزامن مع بداية استقرار الإنسان على ظهر الأرض في مجتمعاته البدائية المبكرة ، وإنما سبقتها فترة زمنية طويلة لم تكن الكتابة خلالها قد عرفت بعد ، وهي فترة لم تكن سهلة المعرفة ، لولا علم الآثار وما أسفرت عنه حفائره وتنقيباته ، ومن هنا فإنه يمكن القول إن معرفة حضارة الإنسان في ماضيه البعيد والقريب تقوم أساساً على محورين . أولهما التي سجلها في كثير من أعماله المكتوبة لتشرح لنا ما تركه هذا الإنسان من معابد ومقابر وتوابيت وتماثيل وأوان فخارية وغير فخارية . بل وحياته القديمة كلها بما شملته من نظم اجتماعية وثقافية وسياسية وعقائدية .
وقد تضاعفت الكتابات الأثرية منذ القرن الرابع قبل الميلاد ، ولم يكد يأت القرن الخامس الميلادي حتى سافر هيردوت آلاف الأميال ليبحث عن تاريخ الشعوب ويصف آثارهم وتقاليدهم ، وكذلك فعل بليني وتيودور واسترابون وغيرهم .

## من أشهر الالنقوش حول العالم
يزخر عالمنا بعديد الالنقوش التي زخرف بها علماء الآثار فسيفساء الحضارة الإنسانية وكشفوا من خلالها كيف كان الإنسان يفكّر وينتج الفنّ والقوانين وكيف كان يعيش منذ آلاف السّنين... ونذكر هنا على سبيل المثال لا الحصر:
- شريعة حمورابي : وهي شريعة الملك حامورابي سادس ملوك مملكة بابل القديمة وتعتبر من أقدم الشرائع المكتوبة في التاريخ البشري . وتعود إلى سنة 1790 قبل الميلاد وهي عبارة عن مجموعة من القوانين. وجدير بالذكر أن هنك العديد من الشرائع المشابهة لها والتي وصلتنا من بلاد آشور منها مجموعات القوانين والتشريعات تتضمن مخطوطة أور-نامو، ومخطوطة إشنونا، ومخطوطة لبت-إشتار ملك آيسن إلا أن تشريعات حمورابي هي الأولى في التاريخ التي تعتبر متكاملة شاملة لكل نواحي الحياة في بابل. وفيها توضيح قوانين وتشريعات وعقوبات لمن يخترق القانون. ة قد ركزت على السرقة، والزراعة وإتلاف الممتلكات وحقوق المرأة وحقوق الطفل وحقوق العبيد، وتحدثت عن القتل، والموت... والمميّز في هذه الشّريعة أنّه وعلى العكس من بقية ملوك تلك الفترة، فلم يزعم حمورابي أنه سليل آلهة أو ذو ذات إلهية، إلا أنه وصف نفسه بخليل الآلهة. وفي الجزء العلوي من العمود ظهرت صورة حمورابي أمام عرش إله الشمس.

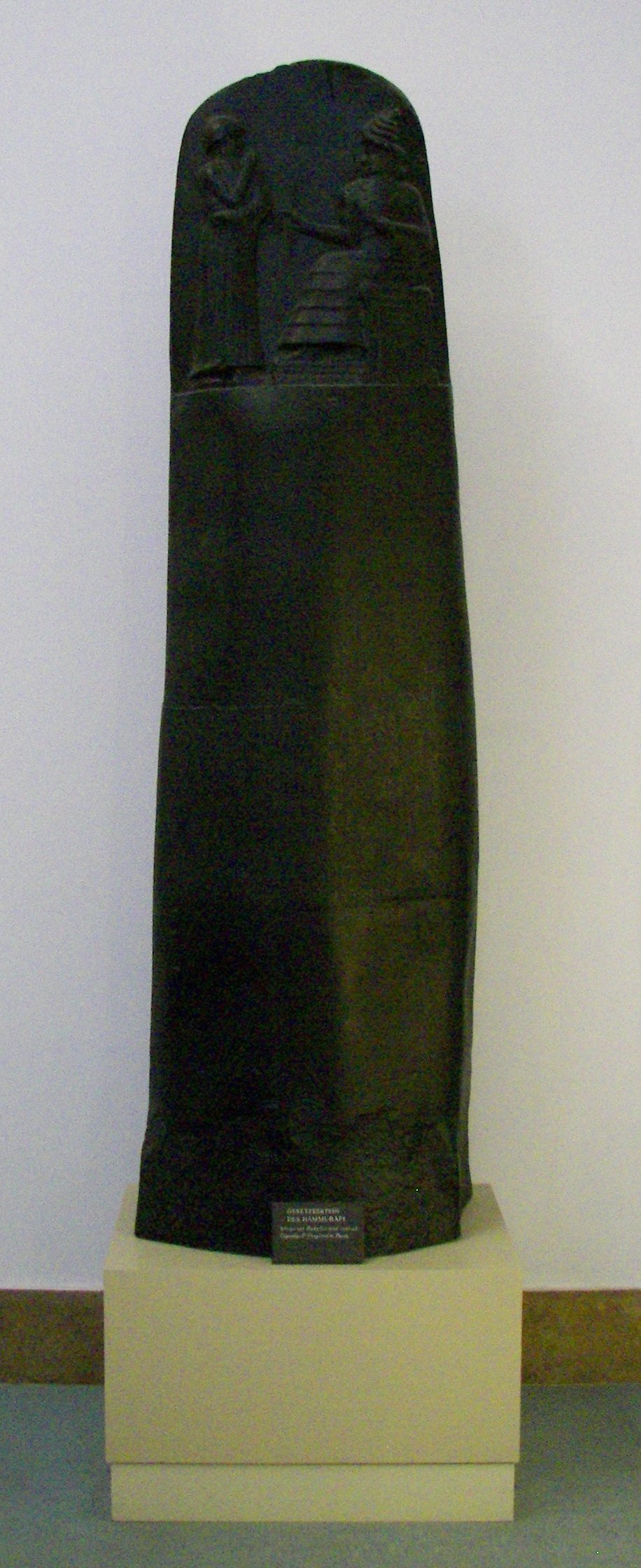
مسلّة حمورابي

- نقش بيستون : أمّا بیستون فهي بلد في غرب إيران وتقع تحديدا غرب مدينة كرمانشاه والمعروفة بتماثيل منحوتة في الصخر والتي تعود إلى عصر الهخامنشیین =الأخمينيون والساسانيين تعتبر هذه التماثيل من أفضل ما أنتجه الفن الفارسي.
يذكر الملك داريوش الأول الاخميني (522 ق.م) في نقش«بيستون» القوميات التي كان يحكمها كالتالي: الميديين والعيلاميين وهيراتيين والمصريين والبلخيين والسغرتيين والارامنة والبابليين والسوريين والسكائيين....

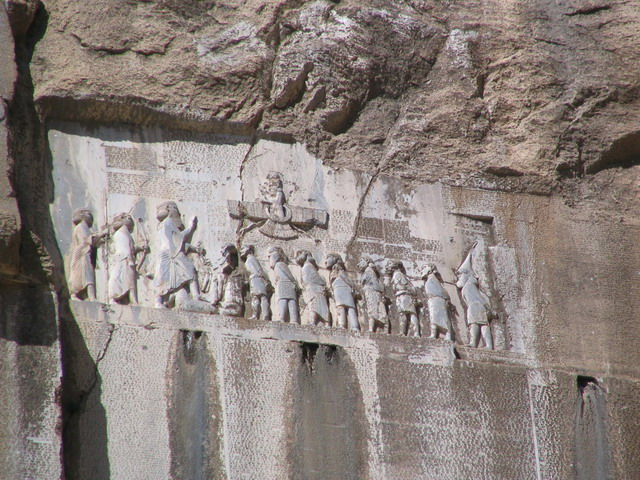
نقش بيستون بكارمانشاه بإيران

-نقيشة كسيبينق : وهي نقيشة محفوضة بالمتحف الوطني بالصين